# Betrichia uruguayensis
Betrichia uruguayensis är en nattsländeart som beskrevs av Angrisano 1995. Betrichia uruguayensis ingår i släktet Betrichia och familjen smånattsländor. Inga underarter finns listade i Catalogue of Life.